# Seycellocesa
Seycellocesa is een geslacht van spinnen uit de familie van de Theridiidae (kogelspinnen).

## Soorten
- Seycellocesa placens (Blackwall, 1877)
- Seycellocesa pulchellus (Walckenaer, 1802)
- Seycellocesa vittatus (C. L. Koch, 1836)